# رأس صفصافة
رأس الصفصافة أو قمة الصفصاف هو جبل في شبه جزيرة سيناء. تطل قمة الجبل على دير سانت كاترين، وتقع على بعد كيلومتر واحد تقريبًا إلى الغرب.
يعتبر التقليد المسيحي أن الجبل هو جبل حوريب التوراتي.